# Bisdom Ruyigi
Het bisdom Ruyigi (Latijn: Dioecesis Ruyigiensis) is een rooms-katholiek bisdom met als zetel Ruyigi, de hoofdstad van de provincie Ruyigi in Burundi. Het bisdom is suffragaan aan het aartsbisdom Gitega.

## Geschiedenis
Het bisdom werd opgericht op 13 april 1973, uit grondgebied van het aartsbisdom Gitega en het bisdom Ngozi. 
Het bisdom verloor gebied door de oprichting van het bisdom Rutana in 2009, wat ook gebied kreeg van het bisdom Bururi.

## Parochies
In 2020 telde het bisdom 17 parochies. Het bisdom had in 2020 een oppervlakte van 4.303 km2 en telde 773.508 inwoners waarvan 66,4% rooms-katholiek was.

## Bisschoppen
- Joachim Ruhuna (13 april 1973 - 28 maart 1980)
- Joseph Nduhirubusa (19 april 1980 - 30 oktober 2010)
- Blaise Nzeyimana (30 oktober 2010 - heden)